# Castleford
Castleford – miasto w północnej Anglii (Wielka Brytania), w hrabstwie West Yorkshire na południowy wschód od Leeds. Miasto liczy około 40 tys. mieszkańców.

W starożytności znajdowało się tu rzymskie miasto Lagentium.